# Leövey Klára Gimnázium
A Leövey Klára Gimnázium Budapest IX. kerületének (Ferencváros) meghatározó oktatási intézménye. Az iskola napjainkban négy-, és ötosztályos gimnáziumként működik. Felnőttoktatási tagozata is van.

## Története

### Az alapítástól 1914-ig
A mai Leövey Klára Gimnázium elődje, a Ranolder Intézet 1875-ben nyílt meg. Alapítója – számos más leányiskoláéval egyetemben – Ranolder János veszprémi püspök volt. A pesti Ranolder Intézet a püspök halála után tizenhét nappal nyitotta meg kapuit. Az alapító akarata a következő volt: „Óhajtásom és hivatásomnak szent kötelességérzetében elhatározott szándékom Pest Ferenc külvárosában Isten adományaiból, Isten dicsőítésére, embertársaim javára, üdvére katholikus leánynöveldét építeni és alapítani, és annak vezetésével a Szeretet leányait, vagy amint őket nevezik, irgalmas nénéket megbízni.”
Az iskola alapítása utáni években Röck Szilárd ügyvéd adománya is hozzájárult az intézmény fejlesztéséhez. 1890-ben felhúzták az épületre a második emeletet is, és ettől kezdve az iskola gyors fejlődésnek indult. Megnyílt az internátus, és egy újabb szárny felépítése után 1892-ben megkezdődött a polgári leányiskolai oktatás is, amelynek fenntartását a főváros anyagilag is támogatta.
1893-ban már tanítóképző is működött az intézet falai között. A tanítóképzésre kettős igény volt: egyrészt az irgalmas rend tanítói utánpótlását biztosította, másrészt a katolikus középosztály is igényelte, hogy leányai tanítói képesítést szerezhessenek. Az új feladat ellátására ismét bővítették az iskola épületét: 1897-ben elkészült a Vendel utcai kétemeletes szárny. Három évvel később kibővítették az intézet kápolnáját, 1902-ben pedig a szemközti földszintes házban megnyitották a kisdedóvót. Ezzel kialakult a lényegében 1948-ig fennálló intézeti struktúra: kisdedóvó, elemi iskola, polgári leányiskola, tanítónőképző, internátus.

### 1914-től 1945-ig
Az első világháborút az intézet is megérezte. A gazdasági válság és az ország területvesztesége miatt csökkent a tanulók létszáma. Az intézet jelentős anyagi nehézségekkel küzdött, amelyeket csak Klebelsberg Kunó kultuszminiszter segítségével tudott leküzdeni. 1925-re, az ötvenéves jubileumra azonban az iskola helyzete újra stabillá vált. A jubileumi ünnepélyen tekintélyes egyházi és világi vezetők jelentek meg, és méltatták a Ranolder Intézet érdemeit. Az 1930-as évek békés, nyugodt munkával teltek, ez az időszak tekinthető az intézet aranykorának.
1937-ben új oktatási formát honosítottak meg a Ranolder-Intézet keretein belül. Megkezdte működését a Klára négyéves ipari leányiskola. Ebben az új típusú iskolában a gimnáziumi tananyag mellett oktattak idegen nyelvet, művészeti ismereteket, szabás-varrást, gép- és gyorsírást, sütés-főzést. Ez volt az országban az első ilyen jellegű iskola. A második világháború alatt az iskola élete sokat változott. A falai között működött varrodában Klinda Pál atya üldözött zsidókat rejtegetett. A növendékek ebédlőit légoltalmi óvóhelyekké alakították. A tanítóképző növendékei bekapcsolódtak a háborús tevékenységekbe: hadikórházakat látogattak, jótékonysági akciókban vettek részt. A bombázások eleinte nem okoztak kárt az iskola épületében, azonban 1945. január 3-án bombatalálat érte a főépületet.

### A második világháború után

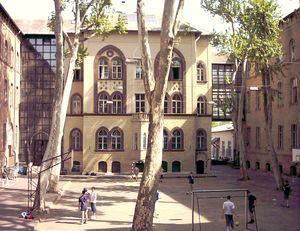
A LKG udvara

A háború után az intézet gyorsan újrakezdte a munkát. 1948-ban az egyházi iskolák államosításakor a Ranolder Intézet megszűnt. Az épület egy része megmarad az irgalmas nővérek kezelésében, a másik részébe azonban beköltözött a VII. kerületi Állami Tanítóképző. Ezekben az években az intézmény struktúrája és elnevezése is gyakran változott. Hívták IX. kerületi Állami Leánylíceum és Tanítóképző Intézetnek, IX. kerületi Állami Pedagógiai Gimnáziumnak, majd IX. kerületi Állami Tanítóképzőnek. Az iskola tizenkét évfolyamossá alakult: az általános iskola 8. osztályát négy évfolyamos tanítóképző követte. 1950 júliusában a még az épületben lakó irgalmas nővéreket kitelepítették Budapestről.
1955-ben az intézmény felvette Leövey Klára nevét. Az új név egyszerre elégítette ki a hatalom „forradalmi” igényeit és utalt a korábbi elnevezésre is, hiszen Ranolder püspök és Leövey Klára egyaránt a leányoktatás elterjesztéséért küzdöttek. A névváltoztatás után az 1955/56-os tanévben az iskola Leövey Klára Tanítóképzőként működött. Egy rendelet eredményeképpen rövidesen a tanítóképzés főiskolai feladattá vált, ekkor a Leövey leánygimnáziummá alakult. A hatvanas évektől fokozatosan bevezették a koedukációt, és megindul a tagozatos oktatás, amelyben emelt óraszámban igen magas szintű képzés folyt. A Leövey énektagozatos képzése Andor Ilona vezetésével országos, sőt nemzetközi hírűvé vált. Ezekben az években tanulmányi versenyhelyezésekben is megnyilvánult az oktatás színvonalának emelkedése. Az 1969/70-es tanévben az iskola 23 osztálya közül 17 tagozatos volt. A '70-es években újabb változások történtek: a Leövey négyosztályos gimnáziummá vált, és központi utasításra a tagozatos képzés helyét a fakultáció vette át.

### Az 1980-as évektől napjainkig
A '80-as évek második felében felújították az iskola épületét. 1990-ben elkészült a tornacsarnok. A '90-es évekre az iskola körülményeiben és oktatási arculatában is megújult. Egyre színesebbé vált az oktatási paletta: 1992-ben megindult a hat évfolyamos gimnáziumi képzés, 1995-től 2014-ig szakmai végzettséget is szerezhettek az érettségizett diákok. 2000-től a nagy múltú, a felnőttoktatásban hosszú évek óta eredményesen tevékenykedő Ferencvárosi Felnőtt és Ifjúsági Gimnázium a Leövey Klára Gimnázium Felnőttoktatási Tagozataként folytatta tevékenységét. 2004-ben indultak el az ötévfolyamos nyelvi előkészítő osztályok. (A hat évfolyamos képzést 2004-től kivezették, az utolsó ilyen osztály 2011-ben érettségizett.)
A Leövey Klára Gimnázium 2001 óta minőségbiztosított, 2003 júniusában tagja lett az európai innovatív iskolahálózat (ENIS) magyar csoportjának. 2004 októberében elnyerte „A hónap digitális iskolája” címet, 2005 októberétől 2011-ig koordináló iskolája volt egy hat ország nyolc iskoláját átfogó Comenius-projektnek. 2006-ban - a HEFOP 3.1.3 pályázat nyerteseként - megkezdte a kompetencia-alapú oktatás bevezetését. 2009 óta ECDL vizsgaközpont. 2011 ősze óta az ELTE Partneriskolája; 2015 novemberétől a PTE Partnerintézménye.
2011 októberében kezdte meg működését a gimnáziumban az ország egyik legkorszerűbb természettudományi laborkomplexuma, amely a TÁMOP-3.1.3-10/1 pályázat keretében épült meg. Az iskola 2012-ben elnyerte az Akkreditált Kiváló Tehetségpont címet.

### A Leövey Klára Gimnázium igazgatói
- Dr. Dénes Jenőné (1956–1968)
- Radó János (1968–1974)
- Dr. Mónus Béla (1974–1983)
- Haid Kornélné (1984)
- Dr. Galló Andrásné (1984–1991)
- Bánhegyesi Zoltán (1991–2016)
- Sebőkné Orosz Katalin (2016–)

## Képzési rendszer

### Gimnáziumi képzés
A nappali tagozaton 14–19 éves diákok öt és négy évfolyamos gimnáziumi képzésben vesznek részt. Az alábbi tanulmányi területeken zajlik emelt szintű képzés: 
- Nyelvi (NYEK) csoportok angol, illetve német nyelven (15-15 fő)
- Haladó angol csoport (15 fő)
- Történelem-társadalomismeret csoport (15 fő)
- Informatika csoport (15 fő)
- Mozgóképkultúra és médiaismeret csoport (10 fő)
- Természettudományi osztály (30 fő)
- Dráma csoport (10 fő)
- Rajz és vizuális kultúra csoport (10 fő)
- Élsportolói csoport (15 fő)

A diákok első idegen nyelve az angol (kivéve a NYEK osztály német nyelvű csoportja). A 9. évfolyamon kezdődik a második idegen nyelv oktatása, amelyet – a NYEK-osztály kivételével - úgynevezett sávos keretben tanítják. Ez azt jelenti, hogy az adott évfolyam osztálykerete ezekre a nyelvórákra felbomlik, és az évfolyam diákjaiból nyelvi csoportok alakulnak. E képzés keretében az német, finn, francia, orosz, portugál, spanyol vagy latin nyelvet tanuló csoportoknak egyszerre (egy idősávban) van a saját nyelvórájuk. Ez a rendszer teszi lehetővé, hogy a diákok az adott osztály számára felkínált lehetőségek közül válasszanak második idegen nyelvet.
A 11–12. évfolyam feladata az érettségire és a továbbtanulásra való felkészítés. Igény szerint, fakultáció keretében emelt szintű érettségire készülhetnek a diákok. Fakultációra való jelentkezésük révén a diákok megerősíthetik eredeti választásukat, de más szakirány felvétele mellett is dönthetnek.

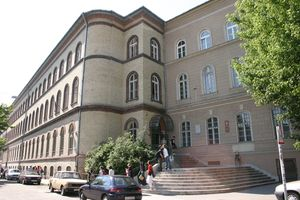
A Leövey Klára Gimnázium

### Felnőttoktatás
A Leövey a „második esély iskolája” is, hiszen a felnőttoktatási tagozaton mód nyílik arra, hogy a nappali rendszerű iskolákból valamilyen okból kiszorultak munka melletti levelező vagy esti oktatás keretében érettségi vizsgát tegyenek.
A felnőttoktatási tagozaton 2010-ben indult el a Digitális Középiskola (a TÁMOP – 3.2.1.B-09/1 pályázat keretében), ahol a felnőtt hallgatók távoktatási (pontosabban: blended learning) formában végezhetik el a gimnáziumot.
2013 óta ún. ifjúsági osztályokat is indítanak 16–22 éves kor közötti diákoknak, akik nappali munkarend szerint, ám délutánonként tanulnak.

## Ismertebb diákok
- Ágoston Zsolt – ipar- és képzőművész, tanár
- Bérczy Krisztina – rádióbemondó
- Berecz Péter – televíziós szerkesztő riporter
- Csizmadia Gergely – színművész
- Gémes Antos – színművész
- Igaz Levente – szinkronszínész, történész
- Igó Éva – színművész (érettségizett 1974-ben)
- Juszt László – televíziós szerkesztő riporter, újságíró
- Nagy Tímea – olimpiai bajnok vívó (érettségizett 1988-ban)
- Kovács Áron – televíziós műsorvezető (érettségizett 1991-ben)
- Szabó Blanka Mária – nemzetközi jogász
- Szerednyey Béla – színművész (érettségizett (1976-ban)
- Wégner Judit ― énekes, színművész
- Zoltán Erika – énekes